# Nerita adenensis
Nerita adenensis is een slakkensoort uit de familie van de Neritidae. De wetenschappelijke naam van de soort is voor het eerst geldig gepubliceerd in 1978 door Mienis.